# Бдинский сборник

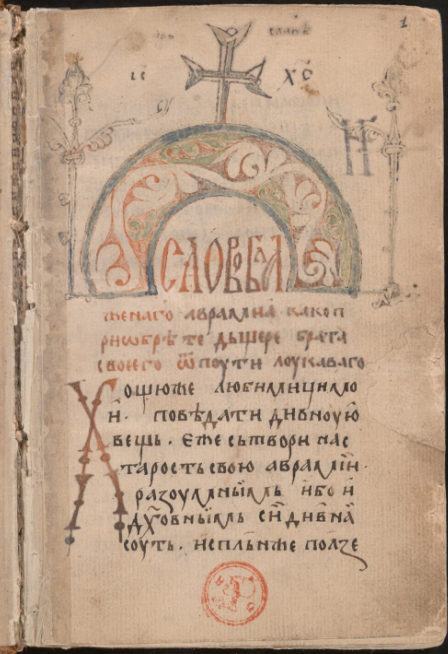
Бдинский сборник

Бдинский сборник — среднеболгарская бумажная рукопись, хранящаяся в университетской библиотеке в Генте, Бельгия. 
Не известно, когда и как он попал в Бельгию. 
Примечание в конце сборника указывает, что он был переписан в 1360 году в Бдине царём Иваном Срацимиром (царь Видинского царства) и его женой Анна Бесараб. 
Возможно, однако, что это примечание просто повторяло текст исчезнувшей оригинальной рукописи. 
Датируется, судя по водяным знакам на бумаге, XV веком. Состоит из 237 листов, каждая страница содержит по 18 строк. Имеет раскрашенный заголовок грубой работы, заглавия и буквицы написаны киноварью.
Сборник, по-видимому, предназначался для чтения царицей, поскольку состоит из жития исключительно женщин-святых (общим числом 16). 
В нём находится также и самое раннее известное описание паломничества «Слово о Святых местах в Иерусалиме» («Слово w мѣстѣх стых ѩже вь Јерслмь»). Оно связано как с латинской, так и византийской традицией описания паломничеств в XII—XIII вв. 
По содержанию видно, что его автор не был хорошо знаком с палестинским достопримечательностями. 
Иван Мартынов, переведший его на французский, и Боню Ангелов подчеркивают его независимый характер. 
Немецкий славист Клаус-Дитер Земан способствовал уточнению его источников. 
Светла Гюрова перевела его на новоболгарский язык.